# Bhutan ai Giochi della XXVI Olimpiade
Il Bhutan ha partecipato ai Giochi della XXVI Olimpiade di Atlanta, svoltisi dal 19 luglio al 4 agosto 1996, con una delegazione di 2 atleti.

## Tiro con l'arco
| Gara                  | Atleta            | Turno di qualificazione | Turno di qualificazione | Turno 1                               | Turno 2 | Ottavi | Quarti | Semifinali | Finale |
| Gara                  | Atleta            | Punteggio               | Pos.                    | Turno 1                               | Turno 2 | Ottavi | Quarti | Semifinali | Finale |
| --------------------- | ----------------- | ----------------------- | ----------------------- | ------------------------------------- | ------- | ------ | ------ | ---------- | ------ |
| Individuale maschile  | Jubzhang Jubzhang | 643                     | 49                      | Stanislav Zabrodsky (Ucraina) 156-156 |         |        |        |            |        |
| Individuale femminile | Ugyen Ugyen       | 580                     | 60                      | Olena Sadovnycha (Ucraina) 126-153    |         |        |        |            |        |